# Sivanesania
Sivanesania is een monotypisch geslacht van schimmels behorend tot de familie Botryosphaeriaceae. Het bevat alleen Sivanesania rubi.